# Oblast Smolensk
Koordinaten: 54° 44′ N, 33° 4′ O
Die Oblast Smolensk (russisch Смоленская область, Smolenskaja oblast) ist eine Oblast im westlichen Russland an der belarussischen Grenze.

## Geografie
Die Oblast besteht vorwiegend aus dem Smolensker Hügelland, der Dnepr durchfließt sie von Ost nach West. Die Region ist verkehrstechnisch günstig gelegen, die Straßen- und Eisenbahnverbindung von Moskau nach Belarus, in die Oblast Kaliningrad und in die ostmitteleuropäischen Länder führen durch sie. Das Klima ist gemäßigt kontinental mit warmen Sommern und für russische Verhältnisse milden Wintern.
Die Oblast ist stark bewaldet, die Wälder machen einen wichtigen Teil der Wirtschaft aus: einerseits sind die hügeligen Wälder und Seen beliebte Naherholungsgebiete, andererseits ist die Holzindustrie ein wichtiger Industriezweig. Daneben sind die Diamantenschleiferei, Metallindustrie und Maschinenbau bedeutend.

## Geschichte
Die Oblast besteht seit 1937 unter ihrem heutigen Namen. Sie ging aus der 1929 aus den Territorien mehrerer aufgelöster Gouvernements neu gebildeten West-Oblast hervor.
Das 1941 im Zweiten Weltkrieg von der Wehrmacht erbeutete Smolensker Archiv nutzte zunächst Hitlerdeutschland und später auch die USA zu Propagandazwecken, bis es 2003 zurückgegeben wurde.

## Bevölkerung
Bei den letzten russischen Volkszählungen in den Jahren 2002 und 2010 gab es eine Bevölkerungszahl von 1.049.574 respektive 985.537 Bewohnern. Somit sank die Einwohnerzahl in diesen acht Jahren um 64.037 Personen (−6,10 %). In Städten wohnten 2010 716.299 Menschen. Dies entspricht 72,68 % der Bevölkerung (in Russland 73 %). Bis zum 1. Januar 2014 sank die Einwohnerschaft weiter auf 967.896 Menschen. Die Verteilung der verschiedenen Volksgruppen sah folgendermaßen aus:
| Nationalität    | VZ 1989   | Prozent | VZ 2002   | Prozent | VZ 2010 | Prozent |
| --------------- | --------- | ------- | --------- | ------- | ------- | ------- |
| Russen          | 1.085.161 | 94,07   | 980.073   | 93,38   | 893.675 | 90,68   |
| Ukrainer        | 21.789    | 1,89    | 17.362    | 1,65    | 12.223  | 1,24    |
| Belarussen      | 22.384    | 1,94    | 16.231    | 1,55    | 12.012  | 1,22    |
| Armenier        | 1.094     | 0,09    | 3.893     | 0,37    | 4.776   | 0,48    |
| Roma            | 3.316     | 0,29    | 3.011     | 0,29    | 2.805   | 0,28    |
| Aserbaidschaner | 1.614     | 0,14    | 2.416     | 0,23    | 2.705   | 0,27    |
| Tataren         | 2.163     | 0,19    | 2.424     | 0,23    | 2.239   | 0,23    |
| Usbeken         | 570       | 0,05    | 533       | 0,05    | 1.267   | 0,13    |
| Moldawier       | 1.084     | 0,09    | 924       | 0,09    | 1.183   | 0,12    |
| Juden           | 3.536     | 0,31    | 1.434     | 0,14    | 977     | 0,10    |
| Deutsche        | 820       | 0,07    | 1.133     | 0,11    | 795     | 0,08    |
| Tschuwaschen    | 1.194     | 0,10    | 735       | 0,07    | 581     | 0,06    |
| Einwohner       | 1.153.569 | 100,00  | 1.049.574 | 100,00  | 985.537 | 100,00  |

Anmerkung: die Anteile beziehen sich auf Gesamtzahl der Einwohner. Also mitsamt dem Personenkreis, der keine Angaben zu seiner ethnischen Zugehörigkeit gemacht hat (2002 11.002 resp. 2010 41.457 Personen)
Die Bevölkerung des Gebiets besteht zu mehr als 90 % aus Russen. Die Ukrainer und Belarussen sind die bedeutendsten ethnischen Minderheiten in der Oblast Smolensk. Ihre Zahl – wie auch die Anzahl der Zigane (Roma), Juden und Russlanddeutschen – sinkt allerdings stark. Aus dem Nordkaukasus, Transkaukasus und Zentralasien dagegen sind seit dem Ende der Sowjetunion Tausende Menschen zugewandert. Nebst den oben aufgeführten Nationalitäten auch viele Tadschiken (1989: 206; 2010: 938 Personen), Georgier (1989: 394; 2010: 752) und Inguschen (1989: keine; 2010: 660).

## Verwaltungsgliederung und Städte
Die Oblast Smolensk gliedert sich in 25 Rajons und zwei Stadtkreise. Es gibt 15 Städte und 10 Siedlungen städtischen Typs. Die wichtigsten Städte neben dem Verwaltungszentrum Smolensk sind Roslawl und Wjasma.

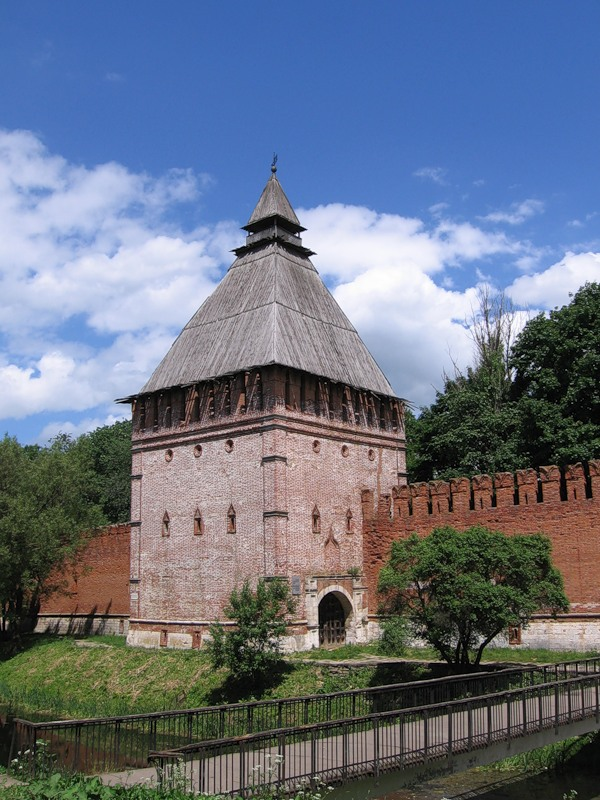
Der Kopitenskaja-Turm des Smolensker Kremls

| Name       | Russisch   | Einwohner (14. Oktober 2010) |
| ---------- | ---------- | ---------------------------- |
| Smolensk   | Смоленск   | 326.861                      |
| Wjasma     | Вязьма     | 57.101                       |
| Roslawl    | Рославль   | 54.900                       |
| Jarzewo    | Ярцево     | 47.848                       |
| Safonowo   | Сафоново   | 46.116                       |
| Gagarin    | Гагарин    | 31.721                       |
| Desnogorsk | Десногорск | 29.677                       |